# Dirofilariasis canina

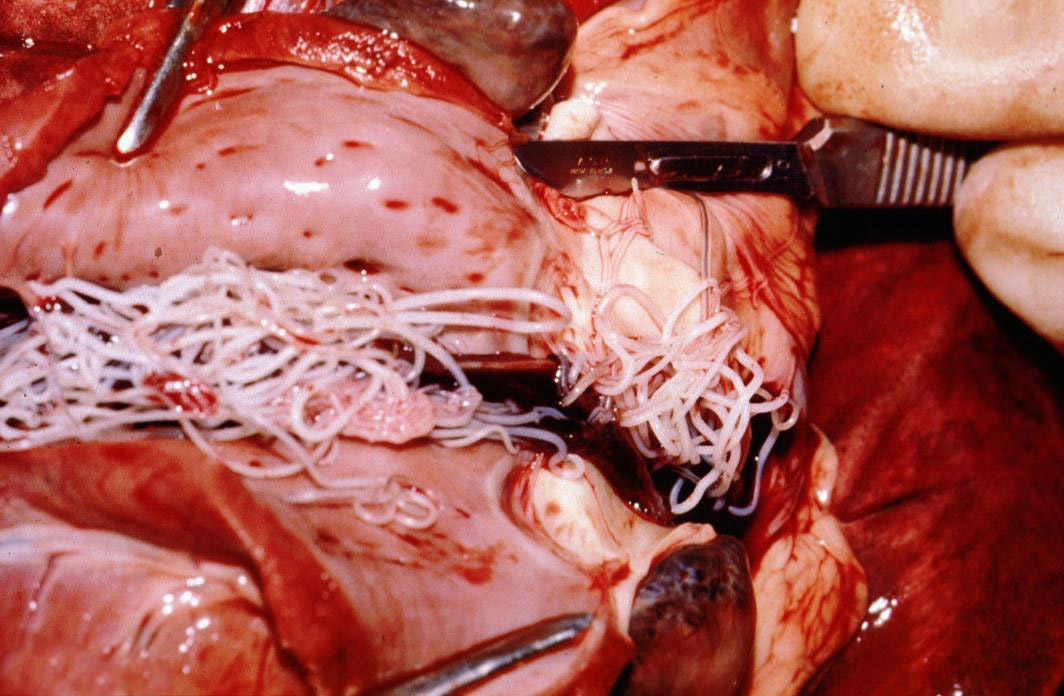
Infección de corazón de perro con el gusano nematodo Dirofilaria immitis.

La dirofilariasis canina o enfermedad del gusano del corazón es una enfermedad producida por una especie de nematodo parásito (Dirofilaria immitis) que se expande de huésped a huésped a través de las picaduras de mosquitos. El parásito afecta a los perros, gatos, lobos, coyotes, zorros, hurones, leones marinos, e incluso a los humanos. El gusano es llamado "gusano del corazón" porque el parásito, en su último estado reproductivo del ciclo de vida, reside en el corazón de su huésped donde puede quedarse varios años, hasta que mata al huésped por un paro cardíaco.

## Historia de la enfermedad
Esta enfermedad fue descubierta en perros hace aproximadamente un siglo y reportada en gatos en los años 1920. Desde entonces, exámenes de detección y tratamientos contra el parásito, asimismo como medidas de prevención fueron descubiertas. La enfermedad puede ser muy peligrosa para el huésped infectado, perros infectados que no son tratados pueden morir, incluso los que son asistidos tienen que sufrir largos períodos de molestos tratamientos (a veces incluyendo cirugía) para poder matar a los gusanos y eliminarlos del cuerpo. La mejor defensa contra este parásito es el uso de un tratamiento profiláctico brindado en forma regular durante la estación de mosquitos. 
Un camino para la prevención de la enfermedad comienza con un test de sangre para saber si el parásito está presente en su forma adulta (el test utilizado actualmente sólo detecta el parásito en su etapa adulta). Si el test da negativo, se le entrega una medicación preventiva de por vida, ésta medicación elimina la etapa larvaria e impide futuras infecciones. Si el test da positivo, el tratamiento para eliminar el gusano adulto es prolongado, costoso, y con cierto riesgo para el animal.

## El parásito

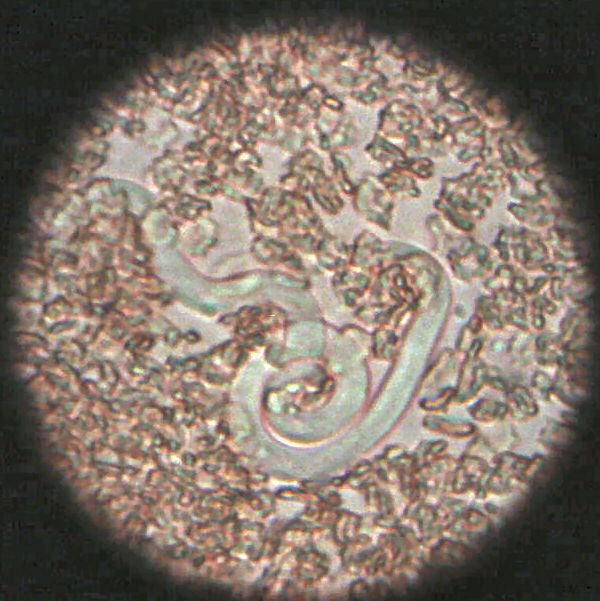
Microfilaria.

El gusano tiene varios ciclos de vida antes de que se vuelvan los adultos que infestan al corazón del huésped. El gusano necesita al mosquito como huésped intermedio para finalizar su ciclo de vida, o sea que al menos dos huéspedes además del mosquito son necesarios para la reproducción del parásito.

## Síntomas de infección
Los perros no muestran señales de infestación durante los primeros 6 meses del período prelatente, antes de la maduración del gusano, aunque las pruebas diagnósticas para la presencia de la microfilaria o los antígenos pueden detectar el período prelatente. Raramente, una larva migrante se pierde y termina en sitios inusuales como el ojo, cerebro o una arteria en la pierna, lo que resulta en síntomas inusuales como ceguera, ataques epilépticos y cojeras. siendo la septicemia una de las causas más graves.

## Epidemiología
Esta enfermedad está presente en todos los continentes excepto en la Antártida, donde no existe el mosquito que es su vector principal. 
- Datos: Q443929
- Multimedia: Dirofilariasis / Q443929